# Шкільне
Шкільне (крим. Şkilne) — селище в Україні, Сімферопольському районі Автономної Республіки Крим. Утворене 21 грудня 2000 року рішенням Верховної Ради України. Населення — 2 127 чоловік.
В 70-ті роки XX століття на місці селища існував полігон для імітації місячних кратерів для випробування місяцеходів. Один із тих апаратів сьогодні знаходиться у музеї космонавтики в Житомирі, другий — у Зоряному містечку під Москвою, третій — у США..

## Населення

### Мова
Розподіл населення за рідною мовою за даними перепису 2001 року:
| Мова              | Кількість | Відсоток |
| ----------------- | --------- | -------- |
| російська         | 1759      | 82.70 %  |
| українська        | 245       | 11.52 %  |
| кримськотатарська | 98        | 4.61 %   |
| вірменська        | 10        | 0.47 %   |
| румунська         | 6         | 0.28 %   |
| білоруська        | 2         | 0.09 %   |
| болгарська        | 1         | 0.05 %   |
| інші/не вказали   | 6         | 0.28 %   |
| Усього            | 2127      | 100 %    |

## Освіта
- Кримський республіканський ліцей-інтернат з посиленою військово-фізичною підготовкою